# Mechanizm przerzutowy
Mechanizm przerzutowy – mechanizm wprowadzający wątek do przesmyku, stosowany na krosnach czółenkowych i chwytakowych. Mimo zupełnie odmiennej konstrukcji i zasady działania, nazwy tej używa się również w odniesieniu do mechanizmów wprowadzających wątek w krosnach pneumatycznych i hydraulicznych.

## Informacje ogólne
W krosnach czółenkowych występują dwa mechanizmy przerzutowe umieszczone po obu stronach bidła. W konstrukcjach jednoczółenkowych lewy mechanizm jest lustrzanym odbiciem prawego. W mechanizmach wieloczółenkowych mogą wystąpić dwa przypadki:
1. po obu stronach bidła znajdują się podobne mechanizmy (z jednakową liczbą wyrzutni), gdzie jeden jest lustrzanym odbiciem drugiego.
2. po lewej stronie bidła znajduje się mechanizm zmiennikowy (od 2 do 6 wyrzutni), a po prawej pojedyncza wyrzutnia. Pozostałe elementy mechanizmów są podobne.

W krosnach chwytakowych, pneumatycznych i hydraulicznych mechanizm przerzutowy montowany jest tylko z jednej (najczęściej lewej) strony. 

## Podział

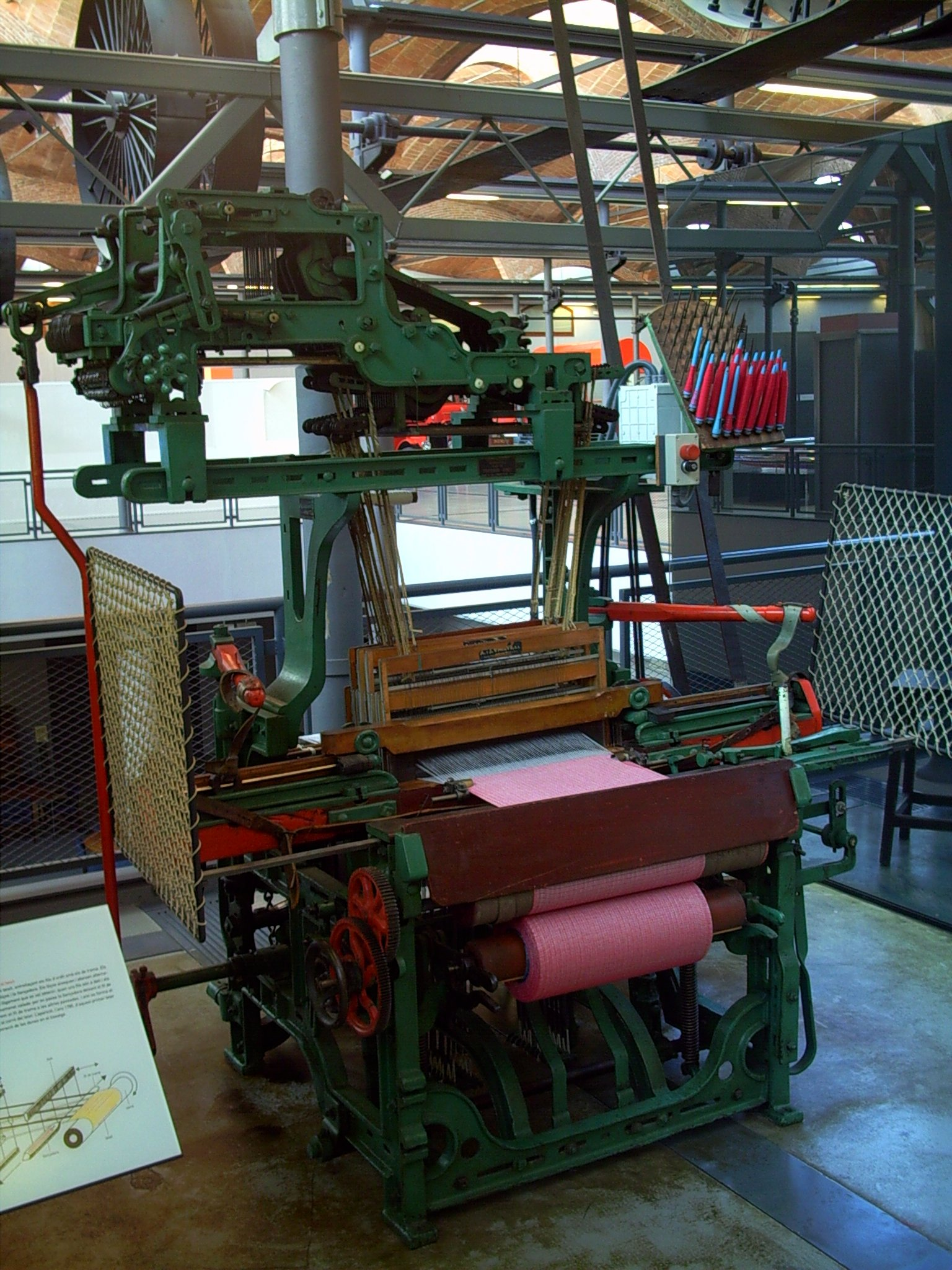
Krosno angielskie wyposażone w mechanizm nicielnicowy Hattersleya i mechanizm przerzutowy z biciem górnym

Rozróżnia się trzy podziały mechanizmów przerzutowych:
1. Zależny od sposobu napędu:
  - krzywkowy – napędzany krzywką, stosowany do mechanizmów z biciem górnym i średnim
  - korbowy – napędzany korbą, stosowany w mechanizmach z biciem dolnym
  - akumulacyjny – elementem napędowym jest sprężyna lub wałek skrętny, stosowany w krosnach chwytakowych. Do tej grupy zalicza się też mechanizmy stosowane na krosnach pneumatycznych, gdzie energia potrzebna do przerzucenia wątku zakumulowana jest w sprężonym powietrzu
  - specjalne
    1. zębatkowy – stosowany w krosnach tasiemkarskich
    2. elektromagnetyczny – stosowany w krosnach okrągłych
    3. pneumatyczny – stosowany w krosnach pneumatycznych i hydraulicznych.
2. Zależny o sposobu działania (dotyczy krosien wieloczółenkowych):
  - mechanizm z kolejnym biciem – czółenka przerzucane są na przemian raz z jednej, następnie raz z drugiej strony
  - mechanizm z dowolnym biciem – czółenka mogą być przerzucane kilka razy z jednej, a następnie kilka razy z drugiej strony. O kolejności przerzucania czółenek w krosnach wieloczółenkowych decyduje dodatkowy mechanizm zmiennikowy, sterowany wzornicą.
3. Zależny od rozmieszczenia elementów mechanizmu względem płaszczyzny osnowy.
  - mechanizm z biciem górnym – elementy nadające ruch czółenku znajdują się nad płaszczyzną osnowy. Stosowany tylko w krosnach mechanicznych bawełniarskich, wyparty w nowszych konstrukcjach przez mechanizm z biciem średnim
  - mechanizm z biciem dolnym – mechanizm wszystkie elementy mechanizmu znajdują się poniżej płaszczyzny osnowy. Stosowany w krosnach mechanicznych, wyparty przez mechanizm z biciem średnim
  - mechanizm z biciem średnim (środkowy) – łączy cechy dwóch poprzednich, stosowany w krosnach z automatyczną wymianą cewek (automatycznych).

## Budowa
Budowa mechanizmu przerzutowego zależy od typu krosna. Pewne elementy są wspólne lub bardzo podobne, inne występują tylko w danym typie krosna. 
- W krosnach czółenkowych poza częścią napędzającą w skład mechanizmu przerzutowego wchodzą co najmniej dwie wyrzutnie czółenek umieszczone po obu stronach bidła i konstrukcyjnie z nim związane. Wyrzutnie to konstrukcje w kształcie skrzynek, których tylne ścianki i płocha leżą w jednej płaszczyźnie. Podobnie dolne ścianki i powierzchnia belki bidła (bieżnia) leżą w jednej płaszczyźnie. Te dwie płaszczyzny tworzą kąt 87-900 i tworzą tor przelotu czółenka. W ściance przedniej wyrzutni znajdują się elementy cierne stanowiące hamulec czółenka. Zadania wyrzutni to:
  1. nadanie czółenku odpowiednio dużej prędkości początkowej, umożliwiającej przelot czółenka przez przesmyk w określonym czasie,
  2. nadanie czółenku odpowiedniego kierunku przelotu przez przesmyk,
  3. wyhamowanie prędkości czółenka po przelocie przez przesmyk,
  4. utrzymanie czółenka (czółenek) poza przesmykiem w czasie przybicia wątki do krawędzi tkaniny.
- W krosnach chwytakowych po lewej stronie znajduje się jedna wyrzutnia wraz z podajnikiem chwytaków. Po prawej stronie zespół mechanizmów, które wyhamowują chwytaki i przekazują na przenośnik przemieszczający je z powrotem na lewą stronę do wyrzutni. Zarówno wyrzutnia chwytaków jak i mechanizm hamujący nie są związane z bidłem.
- W krosnach pneumatycznych i hydraulicznych po lewej stronie bidła znajdują się: 
  1. urządzenie odmierzające – bęben ze śrubowo naciętym rowkiem, w specjalnej osłonie, ustalający długość wątku o kilka centymetrów większą od szerokości tkaniny. Długość tę można regulować.
  2. mechanizm zrzucający – zrzuca odmierzony odcinek nitki wątku z bębna w chwili przerzutu przez przesmyk,
  3. zacisk wątku – szczęki przytrzymujące koniec wątku po odcięciu,
  4. nożyczki odcinające przerzucony odcinek wątku w momencie przybicia.
- Po prawej stronie bidła znajduje się ssawa wspomagająca (zasysająca) przerzut, wytwarzająca pewne napięcie nitki w momencie przybicia wątku do krawędzi tkaniny oraz odsysająca zerwane nitki.
- W skład pneumatycznego mechanizmu przerzutowego wchodzą dodatkowo:
  1. zbiornik sprężonego powietrza magazynujący porcję powietrza potrzebną do przerzucenia jednego wątku,
  2. zawór przerzutowy opróżniający zbiornik w momencie przerzutu wątku,
  3. zbiornik kompensacyjny.

Urządzenie odmierzające i wyrzutnia są na stałe zamontowane na szkielecie krosna i nie są związane z bidłem. Nożyczki zamontowane są na bidle. 
Na bidle znajduje się kanał przerzutowy utworzony z otwartych pierścieni rozmieszczonych na całej szerokości bidła w odległości 2-3 mm od siebie. Kanał ten zapobiega rozpraszaniu się strumienia powietrza i ułatwia wprowadzenie wątku. Przez szczeliny w pierścieniach wątek wysuwa się z kanału w momencie przybicia. Cały układ mechanizmu przerzutowego zasilany jest z oddzielnie zainstalowanej sprężarki za pośrednictwem instalacji rurowej. Przy każdym krośnie znajduje się reduktor ciśnienia.